# Onosma strigosissimum
Onosma strigosissimum är en strävbladig växtart som beskrevs av Pierre Edmond Boissier. Onosma strigosissimum ingår i släktet Onosma och familjen strävbladiga växter. Inga underarter finns listade i Catalogue of Life.